# Wicked!
Nem összetévesztendő a Wicked musicallel és az abból készített filmmel.
A Wicked! a német Scooter együttes harmadik albuma, mely 1996. október 24-én jelent meg. Ez volt az együttes második albuma, amely ebben az évben jelent meg. Két kislemez jelent meg róla: az I’m Raving és a Break It Up - mindkettő érdekessége, hogy szakított a Scooterre addig jellemző hangzásvilággal; előbbi lassabb tempójú volt, utóbbi pedig egy érzelmes technoballada. 2013-ban újra megjelent kétlemezes, "20 Years of Hardcore" kiadásban. Az eredetileg már csak CD-n és kazettán megjelenő lemezt 2021. szeptember 17-én kiadták vinyl formátumban is.
A dalok zöme tempós szerzemény, főként happy hardcore és rave stílusban, ám sokuk ívét egy közbenső lassú betét töri meg.

## A dalokról
Nem egyedül a Scooter szerezte a dalokat, ugyanis két dalt ("Don't Let It Be Me" és "Break It Up") Nosie Katzmann írt nekik.
Az intro és az "I'm Raving" egybefolynak: ez a dal kirívó, mert tempója lassabb, technósabb is, H.P. énekel benne, a refrént pedig skótdudahang adja. A "We Take You Higher" ezzel szemben egy gyors, breakbeat-alapú szám, H.P.-kiabálással. Az "Awakening" egy fokozatosan beinduló rave-szám: egyre több hangszer hallatszik az instrumentális számban, majd a végén az egész begyorsul. A "When I Was A Young Boy" kicsit lassabb, s már hallható benne Rick zongorázása, mely a "Coldwater Canyon"-ban teljesedik ki. Ebben az instrumentális dalban gyors zongorabetétek és lassú részek váltják egymást.
A "Scooter Del Mar" egy lassú, fél-instrumentális szerzemény, Rick-zongorával, és időnkénti H.P.-alásuttogással. A "Zebras Crossing The Street" visszatér az előző számokhoz: gyors, zongorabetétes, és van benne szöveg – igaz, eltorzítva. A "Don't Let It Be Me" egy vérbeli rave-szám, H.P. énekel benne, és kis zongorát is tartalmaz. Ez a hangszer jóval nagyobb szerepet kap a "The First Time"-ban, ami egy breakbeat-es, lassú panelekkel bővített szám, és különlegessége, hogy Rick húga, Mary K énekel benne. Az utolsó szám, a "Break It Up" merőben szokatlan, akusztikus gitárral kísért ballada, amit H.P. énekel végig.

## Számok listája

### Eredeti kiadás
| #  | LP # | Cím                        | Szerző                                                   | Hossz |
| -- | ---- | -------------------------- | -------------------------------------------------------- | ----- |
| 1  | A1   | Wicked Introduction        | H.P. Baxxter, Rick J. Jordan, Ferris Bueller, Jens Thele | 1:49  |
| 2  | A2   | I’m Raving                 | Marc Cohn                                                | 3:25  |
| 3  | A3   | We Take You Higher         | H.P. Baxxter, Rick J. Jordan, Ferris Bueller, Jens Thele | 4:22  |
| 4  | A4   | Awakening                  | H.P. Baxxter, Rick J. Jordan, Ferris Bueller, Jens Thele | 4:26  |
| 5  | A5   | When I Was A Young Boy     | H.P. Baxxter, Rick J. Jordan, Ferris Bueller, Jens Thele | 3:59  |
| 6  | A6   | Coldwater Canyon           | H.P. Baxxter, Rick J. Jordan, Ferris Bueller, Jens Thele | 5:15  |
| 7  | B1   | Scooter Del Mar            | H.P. Baxxter, Rick J. Jordan, Ferris Bueller, Jens Thele | 4:58  |
| 8  | B2   | Zebras Crossing The Street | H.P. Baxxter, Rick J. Jordan, Ferris Bueller, Jens Thele | 4:58  |
| 9  | B3   | Don’t Let It Be Me         | Nosie Katzmann                                           | 3:59  |
| 10 | B4   | The First Time             | H.P. Baxxter, Rick J. Jordan, Ferris Bueller, Jens Thele | 5:27  |
| 11 | B5   | Break It Up                | Nosie Katzmann                                           | 3:36  |

### 20 Years of Hardcore bónusztartalom[1]
| #  | Cím                                            | Szerző                                                              | Hossz |
| -- | ---------------------------------------------- | ------------------------------------------------------------------- | ----- |
| 1  | I'm Raving (Extended)                          | Marc Cohn                                                           | 5:06  |
| 2  | I'm Raving (Taucher Remix)                     | Ralph-Armand Beck, Torsten Stenzel                                  | 9:46  |
| 3  | I'm Raving (DB 600 Remix)                      | Marc Trauner                                                        | 4:47  |
| 4  | I'm Raving (Progressive Remix)                 | Michael Simon, Shahin Moshirian                                     | 7:26  |
| 5  | I'm Raving (Fortunato & Montresor House Remix) | Jörg Offer, Ralf Beck                                               | 7:59  |
| 6  | Jan Delay & Moonbootica – I'm Raving           | Jan Delay, Oliver Kowalski, Tobias Schmidt                          | 4:54  |
| 7  | Turntablerocker – I'm Raving                   | Michael DJ Beck, Thomas Burchia, Manu Constantin, Jochen Schmalbach | 5:47  |
| 8  | B-Site (WWW.Mix)                               | H.P. Baxxter, Rick J. Jordan, Ferris Bueller, Jens Thele            | 5:36  |
| 9  | Loops & Pipes                                  | H.P. Baxxter, Rick J. Jordan, Ferris Bueller, Jens Thele            | 1:24  |
| 10 | Break It Up (Unplugged)                        | Nosie Katzmann                                                      | 3:36  |
| 11 | Wednesday (Kontor Mix)                         | H.P. Baxxter, Rick J. Jordan, Ferris Bueller, Jens Thele            | 6:51  |

## Közreműködtek
- Hans-Peter Geerdes (H.P. Baxxter) (ének, szövegek, gitár)
- Hendrik Stedler (Rick J. Jordan) (szintetizátor, keverés, szerkesztés)
- Sören Bühler (Ferris Bueller) (szintetizátor, effektek)
- Nosie Katzmann (szerzőtárs)
- Marijke Stedler (Mary K) ("The First Time" ének)
- Marc Schilkowski (CD-borító)

## Videóklipek
Az "I'm Raving" képi világa fekete-fehér, a zongorázó Rick és az éneklő H.P. mellett utcán vonuló emberek láthatók. A videóban több jelenetben látható a későbbi Scooter-tag, az ekkor 24 éves Michael Simon is.
A "Break It Up" videójában egy hölgy utazik egy feltehetően orosz városból (a cirill betűs felirat egyébként értelmetlen) a Távol-Keletre vonattal. H.P. a síneken fekszik vagy épp énekel egy szál gitárral; Rick mozdonyvezetőként szerepel; Ferris pedig mezei utasként. A klip érdekessége, hogy szerepel benne a Deutsche Bahn 03 001 pályaszámú gőzmozdonya.

## Feldolgozások, sample-átvételek
- I'm Raving: Celtic Legends – Scotland The Brave, Marc Cohn - Walking In Memphis, Shut Up And Dance – Raving I'm Raving
- When I Was A Young Boy: Prince Ital Joe feat. Marky Mark – Babylon (Loop! Remix) (saját remixük újrafeldolgozása)
- The First Time: U2 – New Year's Day
- Wednesday (B-oldal): Dobre & DJ Theor – Benzona!

## Helyezések

### Nagylemez
| Ország             | Helyezés     |
| ------------------ | ------------ |
| Csehország         | Platinalemez |
| Magyarország       | Platinalemez |
| Lengyelország      | Aranylemez   |
| Finnország         | Aranylemez   |
| Németország        | 22           |
| Ausztria           | 30           |
| Svédország         | 33           |
| Svájc              | 38           |
| Egyesült Királyság | 76           |

### Kislemezek
|             | Németország | Finnország | Ausztria | Izrael | Svájc | Írország | Egyesült Királyság | Svédország | Hollandia |
| ----------- | ----------- | ---------- | -------- | ------ | ----- | -------- | ------------------ | ---------- | --------- |
| I'm Raving  | 4           | 2          | 4        | 10     | 13    | 19       | 33                 | 37         | 44        |
| Break It Up | 15          | 13         | 18       | 6      | 44    | -        | 92                 | -          | -         |